# 菊池武夫 (ファッションデザイナー)
菊池 武夫（きくち たけお、1939年（昭和14年）5月25日 - ）は、日本のファッションデザイナー。ファッションブランド「タケオキクチ」の創始者、かつ初代デザイナーとして知られる。
1970年にファッションブランド「BIGI」（ビギ）を、1975年に「MEN'S BIGI」（メンズ・ビギ）を設立し、フランス・パリへの進出を経て、1984年に「タケオキクチ」を設立。1970年代に起こったDCブームの火付け役のひとり。通称“タケ先生”。2004年からしばらく「タケオキクチ」を離れていたものの、2012年より復帰、運営の総指揮を担当。

## 来歴

### 生い立ち
東京都千代田区に12人兄弟の6番目として生まれた。小学校から暁星学園で学び、1956年に暁星高等学校卒業。1959年に文化学院美術科に入学し、同校を1961年に卒業。

### デザイナー
服飾を学ぶために原のぶ子デザインアカデミー（現・青山ファッションカレッジ）に進学し、同校を1962年に卒業。佐藤賢司らと「服飾モダン・グループ」を結成。
1968年から1971年まで資生堂でポスターやカタログキャンペーンなどのコスチュームデザイン制作のかたわら、1970年に東レの招聘によって黒人モデルを起用したコレクションを開催。同年カネボウと契約を締結。

### ビギ
さらに同年7月、レディースウェアを手がける株式会社ビギを稲葉賀恵・大楠祐二とともに設立。菊池は会長となってデザインと制作を担当し、大楠が社長として営業などのマネジメント全般を担当。妻の稲葉賀惠もアシスタントとして加わった。
劇団四季の舞台、『お気に召すまま』などの舞台衣装をプロデュースした。のちにメンズウェアも手掛けるようになり萩原健一主演の伝説的ドラマ『傷だらけの天使』（日本テレビ系）の衣装を担当。爆発的なブームとなる。また、1973年公開のハリウッド映画『燃えよドラゴン』ではブルース・リーが映写室と墓参りのシーンでビギメンズの3Pスーツを着用している。
1975年、メンズラインを独立させて、株式会社メンズビギを設立し社長に就任。レディースのデザインからメンズにシフトしたのは、〝女性に着てほしい服〞という男のエゴが大きくなり、女性自身が着たいと思える服から離れていく気がしたからである。その結果、DCブームの火付け役となる。手掛けたブランドは、メンズビギ(MEN'S BIGI)・バルビッシュ(BARBICHE)・ハーフムーン(half moon(レディース))。1978年にはメンズウェアとしては日本人で初めてパリに進出した。

### タケオキクチ
しかし、DCブランドブームでバブル景気さなかの1985年に、当時「ビギ」の社長にあたる大楠裕二と意見が対立し同社から離れ、神戸に本社を持つワールドへ移籍、「TAKEO KIKUCHI」、「モールラック」、「ACEIFA」などのブランドを立ち上げた。1999年、映画『鮫肌男と桃尻女』にて浅野忠信が着用する衣装を手がけた。「自分の年齢に合ったブランドを」という意思により2004年をもって「タケオキクチ」を離れ、新たなブランド「40CARATS&525」をワールドから発足させていた。
2012年、7年ぶりに「タケオキクチ」のクリエイティブディレクターに復帰。東京・渋谷の明治通りに旗艦店となる路面店をオープンさせている。環境省「クール・ビズ推進協議会」の共同代表なども務めている。

## CM出演
- 日産自動車・セドリック Y31型 （1987年、新発売当初）

（音楽家の坂本龍一、建築家の鈴木エドワードと共にCM出演）

## プライベート
- 愛称は「タケ先生」[7]。
- 初婚（1963年）以降、3回結婚している。最初の妻はファッションデザイナーの稲葉賀恵。その後、2回結婚。現在も既婚者である。

## 著書
- 『乾杯ロストジェネレーション』講談社、1986年12月。ISBN 978-4062025805。
- 『菊池武夫の本』マガジンハウス、2012年5月。ISBN 978-4838724376。